# Microsoft Office 2019
Microsoft Office 2019是Microsoft Office的一個版本，為Office 2016的下一版。這個版本在2017年9月6日於Microsoft Ignite公佈，於2018年9月24日發表。

## 新功能
Microsoft Office 2019包含 Office 365所有的功能；在PowerPoint和Word中都新增了線上圖片的功能。線上圖片中包括人物、技術和電子、通訊、商業、分析等26個類別的圖片，種類齊全，還可以對圖片進行顏色填充、描邊、縮放等基本操作。在Word中，新增了“沉浸式學習”的功能，點擊後文件介面將會發生變化。在“沉浸式學習”功能的頁面中，用戶可以快速改變列寬、文字間距、頁面顏色，甚至能夠調整音節和選擇朗讀文字。另外，Word也增加了全新的翻頁模式，被命名為“橫版”。在這個翻頁模式下，多頁文件會像書本一樣將頁面橫向疊放，連翻頁的動畫也會和傳統的書本一樣。Excel中新增了多組函數，比如IFS（多條件判斷）、CONCAT（多列合並）和TEXTJOIN（多區域合並）等，對那些經常處理龐大數據的用戶來說，新增的命令可以有效提高工作效率。在PowerPoint中，新增了“墨跡書寫”功能，這個功能和Photoshop中的“畫筆”功能類似。在這裏，用戶可以選擇不同的顏色來填充筆跡線條，同時還能調節筆跡的粗細程度等。

## 限制
依官方公布，買斷型購買的此版本Office僅能在Windows 10上運作，但Office 365的訂閱者在Windows 7下則可以使用Office 2019的各項功能。 根據微軟的說法，Office 2019不再提供MSI離線安裝套件，僅透過Click-to-Run網路安裝套件的方式發放。如此一來，當使用者安裝Office 2019的時候就只能下載數量龐大的組件，這對於網路速度不佳的使用者可能會造成影響。
而Office 2019 for Mac定於2018年10月2日發表。

## 版本
Office 2019 for Windows
- 零售版:
  - 家用版(個人或家庭用)
  - 專業版(商業用)
  - 家用及中小企業版(商業用)
- 大量授權版:
  - 標準版
  - 專業增強版[7]

Office 2019 for Mac
- 零售版:
  - 家用版
  - 家用及中小企業版
- 大量授權版:
  - 標準版

## 售價
2018年7月26日，微軟宣佈將自2018年10月2日起調漲Office 2019的企業及伺服器版本的售價，漲幅約一成。